# Josafat Iwan Skruteń
Josafat Iwan Skruteń OSBM (ur. 24 lutego 1894 we wsi Parchacz, powiat sokalski, zm. 12 października 1951 w Rzymie) – ukraiński historyk kościoła greckokatolickiego, bazylianin. 

## Życiorys
Urodził się w rodzinie greckokatolickiej. Uczył się w C. K. gimnazjum humanistycznem w Buczaczu. W 1909 wstąpił do zakonu bazyliańskiego w Krechowie, po dwóch latach złożył śluby wieczyste, święcenia kapłańskie otrzymał w 1920. Następnie studiował w Austrii i Włoszech. Do doktoracie wykładał filozofię w greckokatolickim seminarium we Lwowie. Był jednym z inicjatorów i założycielem czasopisma poświęconego historii bazylianów i Kościoła greckokatolickiego „Zapysky czynu sw. Wasylija Wełykoho” w Żółkwi (1924-35) i we Lwowie (1936-39). Po wybuchu drugiej wojny światowej znalazł się w klasztorze benedyktyńskim w Niederalteich w Bawarii. W 1949 na polecenie władz zakonnych przybył do Rzymu. Tam w Papieskim Kolegium im. Św. Jozafata wznowił czasopismo „Zapysky” jako serię wydawniczą: „Analecta Ordinis Sancti Basili Magni”.

## Publikacje
- Liczne hasła i biogramy w „Lexicon für Theologie und Kirche” oraz Polskim Słowniku Biograficznym.